# Подовжена гарантія
Подовжена гарантія (англ. extended warranty) — вид страхування товарів, що включає в себе безкоштовний ремонт товару після закінчення дії заводської гарантії.

## Подовжена гарантія на автомобіль

### Сутність подовженої гарантії на авто
Попитом в усьому світі користується подовжена гарантія на автомобілі.
Суть такої гарантії полягає в тому, що у випадку виходу з ладу будь-якого компоненту транспортного засобу, страхова компанія забезпечує безкоштовнийремонт автомобіля та сплачує заміну деталей. Страховий план підбирається в залежності від строку експлуатації, заводських гарантій та пробігу автомобіля. При цьому автовласник може обирати строк гарантії на свій розсуд.
Послуга подовженої гарантії в країнах Західної Європи та США практикується вже понад 25 років. В Україні вперше подовжену гарантію було введено в 2009 році.. Але за цей час, за даними міжнародної компанії Чойс Юкрейн, попит на подовження гарантії зріс у 2,7 раза.

### Критерії визначення вартості подовженої гарантії
Основними критеріями, що визначають вартість подовженої гарантії, виступають:
- марка/модель автомобіля.
- рік випуску автомобіля

Марка автомобіля впливає на вартість ремонту та заміни запчастин. Найдорожчими в ремонті за даними дослідження компанії Vector Market Research є:
- 1. Honda
- 2. Mitsubishi
- 3. Mazda
- 4. Volkswagen
- 5. Toyota
- 6. Opel
- 7. Peugeot
- 8. Renault
- 9. Skoda
- 10. Ford
- 11. Nissan
- 12. Hyundai
- 13. Citroen
- 14. Chevrolet.[5]